# Dorcadion pararenarium
Dorcadion pararenarium är en skalbaggsart som beskrevs av Stefan von Breuning 1969. Dorcadion pararenarium ingår i släktet Dorcadion och familjen långhorningar. Inga underarter finns listade i Catalogue of Life.